# 鍵冨太雅
鍵冨 太雅（かぎとみ たいが、1999年3月8日 - ）は、日本の男子プロバスケットボール選手である。ポジションはシューティングガード。B.LEAGUEの青森ワッツ所属。

## 来歴
東京都出身。
福岡大大濠高校では、上級生の津山尚大や牧隼利、同級生の西田優大らとともにインターハイ優勝やウィンターカップ準優勝を経験。
高校卒業後はスラムダンク奨学金で渡米し、セントトーマスモアスクールを経てボウディン大学に留学。
卒業後の2022年、茨城ロボッツに加入。茨城では12試合に出場した。
2023年6月20日にファイティングイーグルス名古屋への移籍が発表された。FE名古屋では30試合に出場した。
2024年5月30日に青森ワッツへの移籍が発表された。

## 日本代表歴
- 2017年U19ワールドカップ